# Verónica Martínez García
Verónica Martínez García (Torreón,  Coahuila, 11 de enero de 1984) es una política mexicana afiliada al Partido Revolucionario Institucional (PRI). Desde el 1 de septiembre de 2018 es senadora del Congreso de la Unión en la LXIV legislatura en representación del estado de Coahuila.

## Primeros años
Verónica Martínez García nació el 11 de enero de 1984 en la ciudad de Torreón, Coahuila, México. De 2004 a 2009 estudió la licenciatura en comercio exterior y aduanas en la Universidad Iberoamericana de Torreón. De 2009 a 2012 estudió la maestría en gestión pública aplicada en el Instituto Tecnológico y de Estudios Superiores de Monterrey.

## Trayectoria política
En las elecciones estatales de 2005 fue candidata suplente a diputada por el distrito 9, con sede en la ciudad de Torreón, por el Partido Revolucionario Institucional (PRI). De 2009 a 2011 fue diputada local del Congreso del Estado de Coahuila en la LVIII legislatura en representación del distrito 10. Ocupó el cargo de presidente de la comisión de desarrollo de la juventud y el deporte. De 2015 a 2017 volvió a ser diputada local por el distrito 6, con sede en Torreón, ejerciendo como presidente de la mesa directiva. De 2016 a 2018 fue presidente estatal del PRI en Coahuila.
En las elecciones federales de 2018 fue elegida como senadora del Congreso de la Unión en representación del estado de Coahuila por la primera minoría. Desde el 1 de septiembre de 2018 ocupa un escaño en la LXIV legislatura en la bancada del PRI. Es secretaria de la comisión de economía y en la comisión de seguridad pública.